# Llista d'aerolínies d'Hongria
Les aerolínies que operen a Hongria són:
| Aerolínia                 | Codi IATA | Codi OACI | Distintiu      | Fundació | Notes                                                                                         |
| ------------------------- | --------- | --------- | -------------- | -------- | --------------------------------------------------------------------------------------------- |
| Budapest Aircraft Service | -         | BPS       | BASE           | 1991     |                                                                                               |
| CityLine Hungary          | ZM        | CNB       | CITYHUN        | 2003     |                                                                                               |
| Farnair Hungary           | -         | FAH       | BLUE STRIP     | 1990     |                                                                                               |
| Fleet Air                 | -         | FRF       | FAIRFLEET      | 2007     |                                                                                               |
| Sólyom Hungarian Airways  | -         | HUN       | HUNGARIAN      | 2013     | Des del 18 d'Agost de 2013 amb la primera aeronau procedent de European Aviation Bournemouth. |
| Travel Service (Hongria)  | -         | TVL       | TRAVEL SERVICE | 2001     |                                                                                               |
| Wizz Air                  | W6        | WZZ       | WIZZ AIR       | 2003     |                                                                                               |